# Mario Mladenovski
Mario Mladenovski (en macedonio: Марио Младеновски; Skopje, 16 de septiembre de 2000) es un futbolista macedonio que juega en la demarcación de defensa para el N. K. Varaždin de la Primera Liga de Croacia.

## Selección nacional
Hizo su debut con la selección de fútbol de Macedonia del Norte el 16 de noviembre de 2019 en un partido de clasificación para la Eurocopa 2020 contra Austria que finalizó con un resultado de 2-1 a favor del combinado austriaco tras el gol de Vlatko Stojanovski para el conjunto macedonio, y los goles de David Alaba y de Stefan Lainer para Austria.

## Clubes
| Club                                   | País                | Año       | Partidos | Goles |
| -------------------------------------- | ------------------- | --------- | -------- | ----- |
| F. K. Vardar                           | Macedonia del Norte | 2018-2020 | 6        | 0     |
| Fremad Amager                          | Dinamarca           | 2020-2021 | 7        | 0     |
| P. F. C. Botev Plovdiv                 | Bulgaria            | 2021      | 11       | 0     |
| F. K. Makedonija Ǵorče Petrov (cedido) | Macedonia del Norte | 2021-2022 | 22       | 1     |
| F. C. Shkupi                           | Macedonia del Norte | 2022-2024 | 35       | 2     |
| N. K. Varaždin                         | Croacia             | 2024-     | 15       | 0     |